# チヴィテッラ・カザノーヴァ
チヴィテッラ・カザノーヴァ（イタリア語: Civitella Casanova）は、イタリア共和国アブルッツォ州ペスカーラ県にある、人口約1,800人の基礎自治体（コムーネ）。

## 地理

### 位置・広がり

#### 隣接コムーネ
隣接するコムーネは以下の通り。括弧内のAQはラクイラ県所属を示す。
- カルピネート・デッラ・ノーラ
- チヴィタクアーナ
- ロレート・アプルティーノ
- モンテベッロ・ディ・ベルトーナ
- オフェーナ (AQ)
- ペンネ
- ヴィーコリ
- ヴィッラ・チェリエーラ

## 行政

### 分離集落
チヴィテッラ・カザノーヴァには、以下の分離集落（フラツィオーネ）がある。
- Baffo, Boragne, Brigantello, Castel Rosso, Centelle, Festina, Madonna delle Grazie, Mirabello, Pastini, Pettorano, Vestea